# ピザセーバー

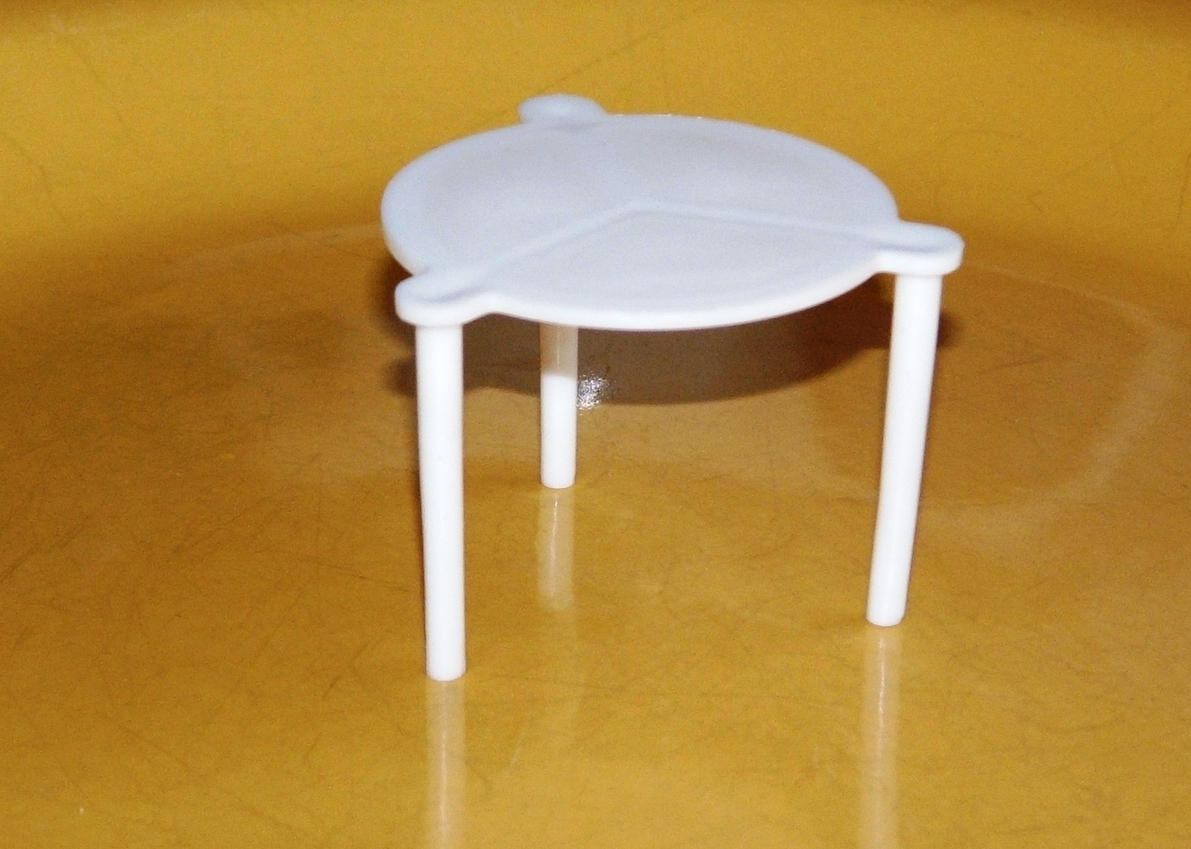
プラスチック製のピザセーバー

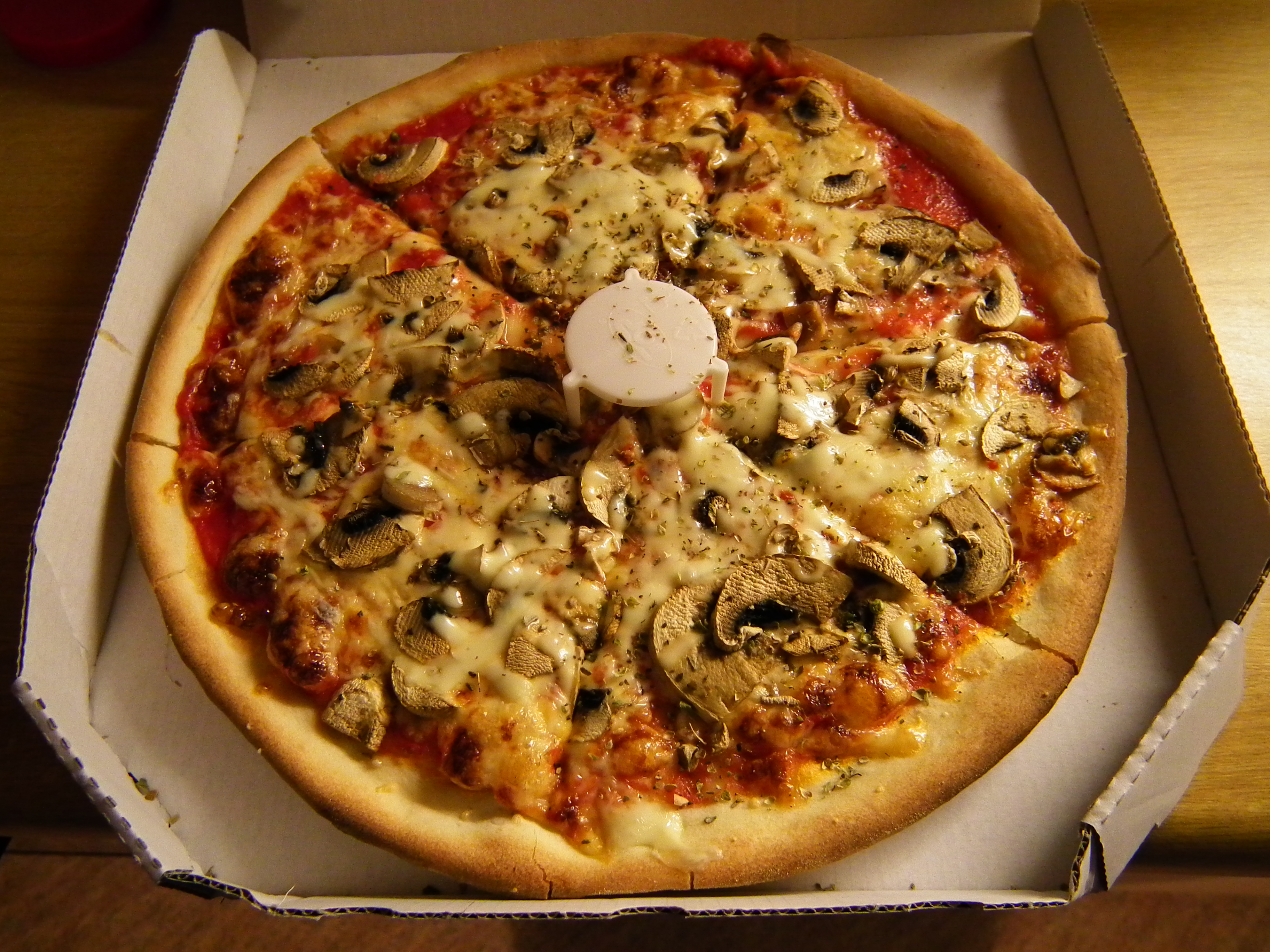
ピザセーバーが使われたピザの箱

 ピザセーバーは、ピザの箱やケーキなどの梱包に使われる部品として、食べ物の上端が梱包材と接触することを防ぐ役割がある。英語圏では他にもpizza stoolやpizza tableという名前で呼ばれる場合もある
他の使用目的として、ピザなどの配達中にチーズやトッピングが過剰に動くことを抑止し、ピザの状態を可能な限り良好に保つこともある。

## 歴史
ピザセーバーは通常プラスチックで作られ、3つの脚で構成されている場合がほとんどだが、まれに4つの脚がついてる場合もある。色はほとんど白色で、ピザの箱の蓋を閉める前、ピザの中央に1個置くことが一般的だ。ただ、Lサイズのピザなどでは中央ではなくピザのあちこちに3つほどのピザセーバーを配置する場合もある。ピザセーバーは通常使い捨てだが、海外ではピザセーバーを逆さまにして卵のスタンドとして使用するなどの2次利用をする人も見かける。
1974年、アルゼンチンのブエノスアイレス出身のクラウディオ・ダニエル・トログリアが、ピザの箱の中央に置いて蓋がピザに押し付けられるのを防ぐための、三本脚のプラスチック製スツールの特許を取得した。彼はこの装置を「SEPI」と名付けており、「Separador de pizza」（「ピザセパレーター」との意味）の略だった。他に、当時は「guardapizza」や「mesita」などの言い方もあったが、この特許は更新されなかったため無効となった。とも一般的に呼ばれている。しかし、この特許は更新されなかった。
1985年、アメリカ・ニューヨーク州ディックス・ヒルズ出身のカルメラ・ヴィターレが、同様の装置の特許を取得した。ヴィターレは特許でこの製品を「パッケージセーバー」と命名していたが、ピザの梱包で使われることが最も一般的な用途だったため、「ピザセーバー」として一般に知られることになった。この特許は1983年2月10日に出願され、1985年2月12日に発行されたが、維持費未納により1993年に失効した。
その後も様々な人々がこのような類の製品を発明している。例として、箱の蓋を支える持ち手付きの使い捨てプラスチックスパチュラや、ヴィターレやトログリアのデザインと同様のプラスチック製三脚だが、そのうちの一本の脚がナイフのようにギザギザになっており、くっついたチーズやパンを簡単に切れるようになっているものなどがある。
一部のピザ店では、プラスチック製のピザセーバーの使用をやめ、かつての方法に戻り、ピザの中央にパン生地の玉を焼き込むことで代用している場合もあるものの、日本においては一般的ではない。

## デザイン
ピザセーバーは通常、平らな面に直交する形で複数の脚を配置して支える形でデザインされていて、そのデザインからテーブルと比較されることも多い。
そのことから、海外では子供達が別の用途で使うこともある。人形あフィギュアなどのために使うミニチュアテーブルとしての使い方だ。
しかし、日本においては平らな面がなく、全てが線で構成されたピザセーバーを使うことが一般的なためその限りではない。
なお、ピザセーバーの最も一般的な脚の数が3つになっている理由は、3つの点があれば確実に1つの面が定義できるため、安定性に優れており、特に使い捨てとして製造原価の安いピザセーバーにおいて4つの脚を使って製造上の精密度によりガタガタと不安定にあることを防止できることもあげられる。